# フレッド・ホイップル

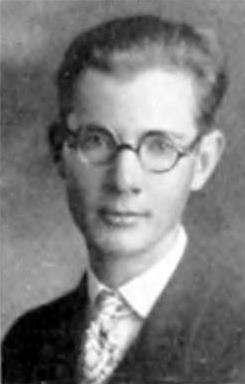
フレッド・ホイップル

フレッド・ローレンス・ホイップル（Fred Lawrence Whipple, 1906年11月5日 – 2004年8月30日）は、アメリカ合衆国の天文学者。彗星の「汚れた雪球説：dirty snowball」(彗星の構造を鉱物や金属の塵が混入している水やメタン、アンモニア、一酸化炭素などの雪の塊とする説)を発表したことで知られる。

## 経歴
アイオワ州レッド・オークに生まれた。子供の時はテニス選手を目指していたが、ポリオにかかったために断念せざるを得なかった。カリフォルニア州のオクシデンタル・カレッジとカリフォルニア大学ロサンゼルス校、そしてカリフォルニア大学バークレー校で学位を得た。バークレー校では、当時発見されたばかりだった冥王星の軌道図の作成を手伝っている。
1931年からハーバード大学天文台で流星の軌道を研究し、流星の起源が太陽系の内にあることを確認した。1933年に周期彗星ホイップル彗星(36P/Whipple)と小惑星(1252)セレスティアを発見した。ペルチャー・ホイップル彗星(C/1932 P1 Peltier-Whipple)をレスリー・ペルチャーと独立して発見したほか、5個の彗星を発見した。
第二次世界大戦中は、枢軸国のレーダー妨害用のチャフを製造する装置を発明して、Certificate of Meritを受勲した。1950年、『アストロフィジカル・ジャーナル』誌に、エンケ彗星の研究から彗星の構造が汚れた雪球であるという論文を発表した。この説は、彗星核の正体のみならず、氷の蒸発によって彗星の軌道が変化する『非重力効果』の謎を解く画期的なものであった。
なお、『汚れた雪玉』という名称はマスコミによって広まったもので、彼自身は『氷を含んだ礫岩 (icy conglomerate)』という名称を用いていた。人工衛星や惑星探査機を宇宙の小粒子の衝突から守るホイップルシールドの発明者でもある。
1955年からスミソニアン宇宙物理天文台(Smithsonian Astrophysical Observatory)の所長となり、1973年までその職を務めた。人工衛星時代の到来を予見し、人工衛星を追跡する"Moonwatch"グループを組織した。1957年のソ連の突然のスプートニク1号の打ち上げに際して、観測のできた唯一のグループとなった。
1983年、観測衛星IRASによって発見された小惑星(3200)ファエトンがふたご座流星群の母天体であることを明らかにした。
1986年のハレー彗星接近の時、ジオットなどの観測により、彗星の核は暗い氷を中心とした物質でできていることが判明し、彼の『汚れた雪玉説』が立証された。2002年には彗星探査機CONTOUR計画に参加。しかし、探査機自体は地球周回軌道からの離脱時に分解し、計画は失敗した。
ホイップルは2004年に97歳で没した。

## 賞歴
- President's Award for Distinguished Federal Civilian Service, by US President John F. Kennedy (1963年)
- イギリス王立天文学会ゴールドメダル（1983年）
- 太平洋天文学会ブルース・メダル（1986年）
- 米国天文学会 ヘンリー・ノリス・ラッセル講師職（1987年）

## エポニム
- 小惑星：(1940)ホイップル[1]
- アリゾナ州、ホプキンス山にあるフレッド・ローレンス・ホイップル天文台（Fred Lawrence Whipple Observatory）